# Casimir Bumiller (Schriftsteller)
Casimir Bumiller (* 15. Dezember 1895 in Jungingen; † 10. Februar 1973 ebenda) war ein deutscher Schriftsteller, Heimatforscher und Gastwirt.

## Herkunft
Casimir Bumiller stammte aus einer kinderreichen Familie in Jungingen. Sein gleichnamiger Vater war der Wagner und Junginger Gastwirt Casimir Bumüller sen. (1861–1930), der als Heimatdichter des Killertals in Erinnerung geblieben ist.

## Leben
Bumiller war im Ersten Weltkrieg als Infanterist an der Westfront eingesetzt. Im November 1918 wurde er als Soldatenrat in Kirchheim unter Teck aktiv. Er verarbeitete seine Kriegserlebnisse in einem Drama namens „Apokalypse“, zu dem er bereits 1917 erste Entwürfe gemacht hatte. Schließlich wurde sein 150 Seiten umfassendes Drama 1929 gedruckt. Im Vorspiel dieses Werks führten ein Landsturmmann und ein Kriegsfreiwilliger in einem Schützengraben an der Front in Flandern ein intensives Gespräch über ihre Zukunftspläne, bevor sie durch den Einschlag einer feindlichen Granate beide zu Tode kamen.  Die drei Hauptteile des Werks spielen im Jenseits, wobei einem der beiden Gefallenen, dem Landsturmmann Krämer, die Rückkehr zur Erde gelingt. Er will dort seine Utopie von einem die ganze Erde umfassenden Staat des Friedens verwirklichen, eine universale Republik, wobei der Versuch scheitert. Krämer wird am Ende als Volksverhetzer geächtet und verfolgt. Bereits ein Jahr vor der Veröffentlichung der Apokalypse hatte Bumiller 1928 eine imaginäre Biographie über Napoleons Bruder geschrieben, mit dem Titel Jerome. Mit Steckenpferd und Herrscherstab durchs Leben. Thema dieses Werks ist die bevorstehende Auseinandersetzung des von Napoleon beherrschten Europas mit dem Russischen Reich, die 1812 für Napoleon mit der bekannten militärischen Katastrophe endete und nach dem Zweiten Weltkrieg viele vorweggenommene Parallelen zur Niederlage Hitlers im Osten erkennen ließ.
In der Zeit der Weimarer Republik war Bumiller als Gastwirt in seinem Heimatort Jungingen tätig und wegen seines schriftstellerischen Engagements später auch Mitglied der Reichsschrifttumskammer (1933–1938). Wegen seiner Mitgliedschaft in der Junginger KPD-Ortsgruppe wurde er 1933 für mehrere Monate im „Schutzlager“ Heuberg interniert. Eine weitere Internierung folgte im September 1939 zunächst auf dem Hohenasperg, dann im Konzentrationslager Buchenwald.  Im April 1940 wurde Bumiller „probeweise“ entlassen.
Nach dem Zweiten Weltkrieg war Bumiller bis zu seinem Tod weiterhin als Gastwirt und Schriftsteller tätig.
Auch nach seinem Ableben ist der Junginger Gastwirt Bumiller als Original in Erinnerung geblieben, auch unter seinem Spitznamen „Case“. Er war ein insbesondere auch im Vereinsleben vor Ort sehr engagierter Dichter, der bei sämtlichen sich bietenden Gelegenheiten, ob im Fasching, bei Geburtstagen und Hochzeiten oder bei Vereinsfeiern launige Verse zu sagen wusste.
Bumiller war verheiratet und Vater mehrerer Kinder, darunter der 1951 geborene Historiker gleichen Namens, Casimir Bumiller.

## Werke (Auswahl)
- Apokalypse. Ein Mysterium. Verlagsbuchhandlung Bruno Volger, Leipzig 1929
- 20 Monate Westfront. Erlebnisberichte in Fortsetzungen der Hechinger Zeitungsbeilage Im Familienkreis. Hechingen in den frühen 1930er Jahren

Seit 1988 befindet sich der Nachlass zahlreicher auch unveröffentlichter Werke von Casimir Bumiller im Deutschen Literaturarchiv in Marbach am Neckar.